# 月之阴影 (电影)
《月之阴影》（英語：In the Shadow of the Moon）是英国知名纪录片，导演大卫·辛格顿和克里斯托弗·莱利。

## 剧情
该片详细讲述了美国当年的“阿波罗太空计划”的过程。

## 花絮
影评家给予这部影片非常正面的评价，Metacritic网站给它的分数是84分，烂番茄给的是94分。
《娱乐周刊》给了它一个“A”。《洛杉矶时报》说它“用智慧和情感灌注的新鲜和引人注目的电影”。《荷里活報道》说“这部电影的价值，不只是今天的观众，更加包括未来一代人。”